# Републички секретаријат за законодавство (Србија)
Републички секретаријат за законодавство је посебна организација која делује у Републици Србији. Републичким секретаријатом за законодавство руководи директор, а тренутни директор је Дејан Ђурђевић.

## Надлежност
Републички секретаријат за законодавство, сходно важећем Закону о министарствима, обавља стручне послове који се односе на:
- изграђивање, праћење и унапређење правног система
- обезбеђивање усаглашености прописа и општих аката у правном систему у поступку њиховог доношења и старање о њиховој нормативно-техничкој и језичкој ваљаности
- надзор над објављивањем и старање о објављивању прописа и других аката Владе, министарстава и других органа и организација за које је то законом одређено
- као и друге послове одређене законима

Републички секретаријат за законодавство припрема прописе који се односе на:
- државне симболе
- службену употребу језика и писама
- организацију и начин рада Владе
- друге прописе који не спадају у делокруг министарстава

## Организациона структура
У Секретаријату су, за обављање послова из његовог делокруга, образоване следеће основне унутрашње јединице:
- сектор за изборе и правосуђе
- сектор за управу, рад и јавне службе
- сектор за привреду
- сектор за финансије
- сектор за припрему прописа

Унутрашње јединице изван сектора су:
- одељење за правнотехничку редактуру превода правних тековина Европске уније и методологију израде прописа
- одсек за опште послове